# Księstwo Holsztynu
Księstwo Holsztynu (niem. Herzogtum Holstein, duń. Hertugdømmet Holsten) – księstwo Świętego Cesarstwa Rzymskiego powstałe z podniesienia dotychczasowego hrabstwa Holsztyn-Rendsburg do rangi księstwa przez cesarza Fryderyka III. Pierwszym księciem został król Danii Chrystian I Oldenburg. Od 1386 było połączone z Księstwem Szlezwiku unią personalną, a następnie realną. W latach 1815–1866 należało do Związku Niemieckiego.

## Historia
W przeszłości Szlezwik i Holsztyn były odrębnymi krainami, których granica przebiegała wzdłuż rzeki Eider. We wczesnym średniowieczu przebiegała tędy linia zwana Limes Saxoniae będąca granicą pomiędzy Sasami oraz Słowianami połabskimi z plemienia Obodrytów. Zamieszkujący te tereny Słowianie ostatecznie zostali podbici przez Sasów dopiero w XII wieku.

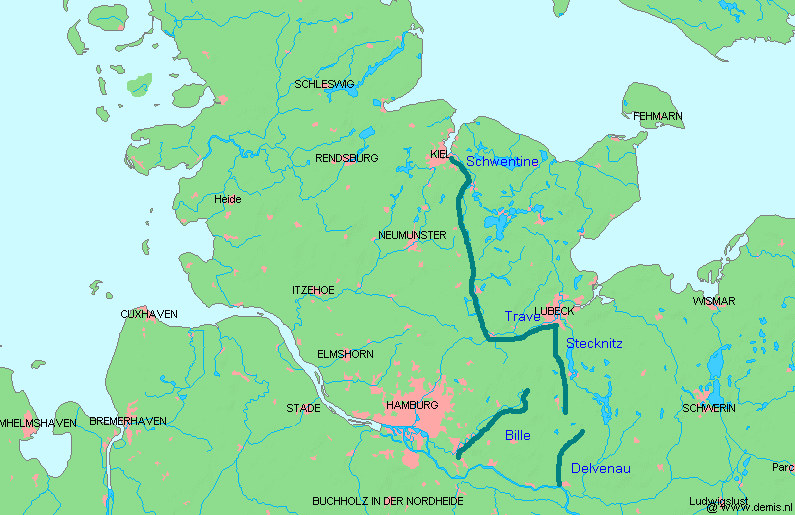
Limes Saxoniae

W średniowieczu Szlezwik pozostawał lennem Danii, natomiast Holsztyn, dawne terytorium plemienne północnego odłamu Sasów (m.in. Holsatów, stąd nazwa), znajdował się w strefie wpływów Świętego Cesarstwa Rzymskiego. W XIII–XIV wieku wskutek osłabienia politycznego Danii księstwo Szlezwiku usamodzielniło się i nawiązało bliższe stosunki z Holsztynem. W 1386 oba kraje zostały zjednoczone pod rządami hrabiów Holsztynu z dynastii Schauenburgów. W 1460 obydwa księstwa po wygaśnięciu miejscowej linii książęcej przeszły we władanie dynastii Oldenburgów i zostały połączone unią personalną z Danią.
W 1544 Holsztyn został podzielony pomiędzy wnuków Chrystiana I: Chrystiana III i jego dwóch przyrodnich braci:
- część senioralna (królewska) przypisana Christianowi III jako królowi Danii Od 1648 królewska część Holsztynu była administrowana z Glückstadt co spowodowało, że była nazywana Księstwem Holsztyn Glückstadt.
- Księstwo Holsztyn-Haderslev – dla księcia Jana II. Jan nie miał potomstwa i po jego śmierci w 1580 terytorium księstwa podzielono pomiędzy dwóch pozostałych braci.
- Księstwo Holsztyn-Gottorp – przypisane Adolfowi I. Istniało do 1773, kiedy zostało zjednoczone z resztą Holsztynu.

W 1640 do części królewskiej zostało włączone, po śmierci ostatniego władcy, hrabstwo Holsztyn-Pinneberg.
Po wejściu Holsztynu do Związku Niemieckiego (1815) zaostrzyły się antagonizmy duńsko-niemieckie. W latach 1848–1850 (I wojna o Szlezwik) i 1864 Austria i Prusy wystąpiły przeciwko Danii (II wojna o Szlezwik) dążącej do wcielenia Szlezwiku i zajęły całe terytorium Szlezwika-Holsztynu i Księstwa Saksonii-Lauenburga. Na mocy traktatu wiedeńskiego ustanowiono kondominium nad trzema księstwami. Już 14 sierpnia 1865 obydwa mocarstwa zawarły w Gastein umowę przyznającą Lauenburg Prusom w zamian za kwotę 2,5 mln koron duńskich. Zlikwidowano także kondominium przyznając Austrii zarząd nad Holsztynem, a nad Szlezwikiem Królestwu Prus. W 1866 wybuchła wojna austriacko-pruska, po której na mocy pokoju w Pradze Szlezwik-Holsztyn stał się prowincją Prus. Oznaczało to ostateczną likwidację obydwu księstw.
Terytorium dawnego Księstwa Holsztynu wchodzi wraz z południowym Szlezwikiem (podzielonym po referendum z 1920) w skład dzisiejszego kraju związkowego Szlezwik-Holsztyn.

## Namiestnicy
Królowie Danii dla administrowania podległymi sobie terytoriami Księstw Szlezwiku i Holsztynu mianowali namiestników (duń. statholder niem. Statthalter, łac. produx)

- 1523/45–1550: Johan Rantzau
- 1550–1556: hr. Bertram von Ahlefeldt
- 1556–1598: Heinrich Rantzau
- 1598–1600: wakat
- 1600–1627: Geerd Rantzau (1558–1627)[3]
- 1627–1647: wakat[3]
- 1647–1648: Fryderyk Duński[3], późniejszy król Danii Fryderyk III
- 1648–1663: Christian zu Rantzau
- 1663–1685: Friedrich von Ahlefeldt, hrabia Langeland (1623–1686), zastępca namiestnika od 1660
- 1685–1697: Detlev zu Rantzau (1644-1697)
- 1697–1708: Friedrich von Ahlefeldt, hrabia Langeland (1662–1708), zastępca namiestnika od 1686
- 1708–1722: Carl von Ahlefeldt, hrabia Langeland (1708–1722)
- 1722–1730: (?)
- 1730–1731: marg. Charles Augustus Brandenburg-Kulmbach (1663–1731)
- 1731–1762: marg. Frederick Ernest Brandenburg-Kulmbach (1703–1762)
- 1762–1768: hr. Friedrich Ludwig von Ahlefeldt-Dehn (1697–1771)
- 1768–1836: ks. Karol Hessen-Kassell
- 1836–1842: ks. Fryderyk Hessen-Kassell
- 1842–1851: ks. Fryderyk Schleswig-Holstein-Sonderburg-Augustenburg
- 1851–1864: Christian zu Rantzau (?)